# Manschnow
Manschnow wurde 1336 erstmals erwähnt und ist heute ein Ortsteil der Gemeinde Küstriner Vorland im Landkreis Märkisch-Oderland im Bundesland Brandenburg. Zusammen mit vier weiteren Orten gehört die Gemeinde Küstriner Vorland zum Amt Golzow.

## Ortsgliederung
Bewohnte Gemeindeteile sind die Schäferei, Herzershof und Neu Manschnow.

## Einwohnerentwicklung
| Jahr          | 1875 | 1890 | 1910 | 1925 | 1933 | 2006 | 2014 |
| Einwohnerzahl | 1183 | 1117 | 860  | 983  | 1032 | 1252 | 1172 |

## Politik

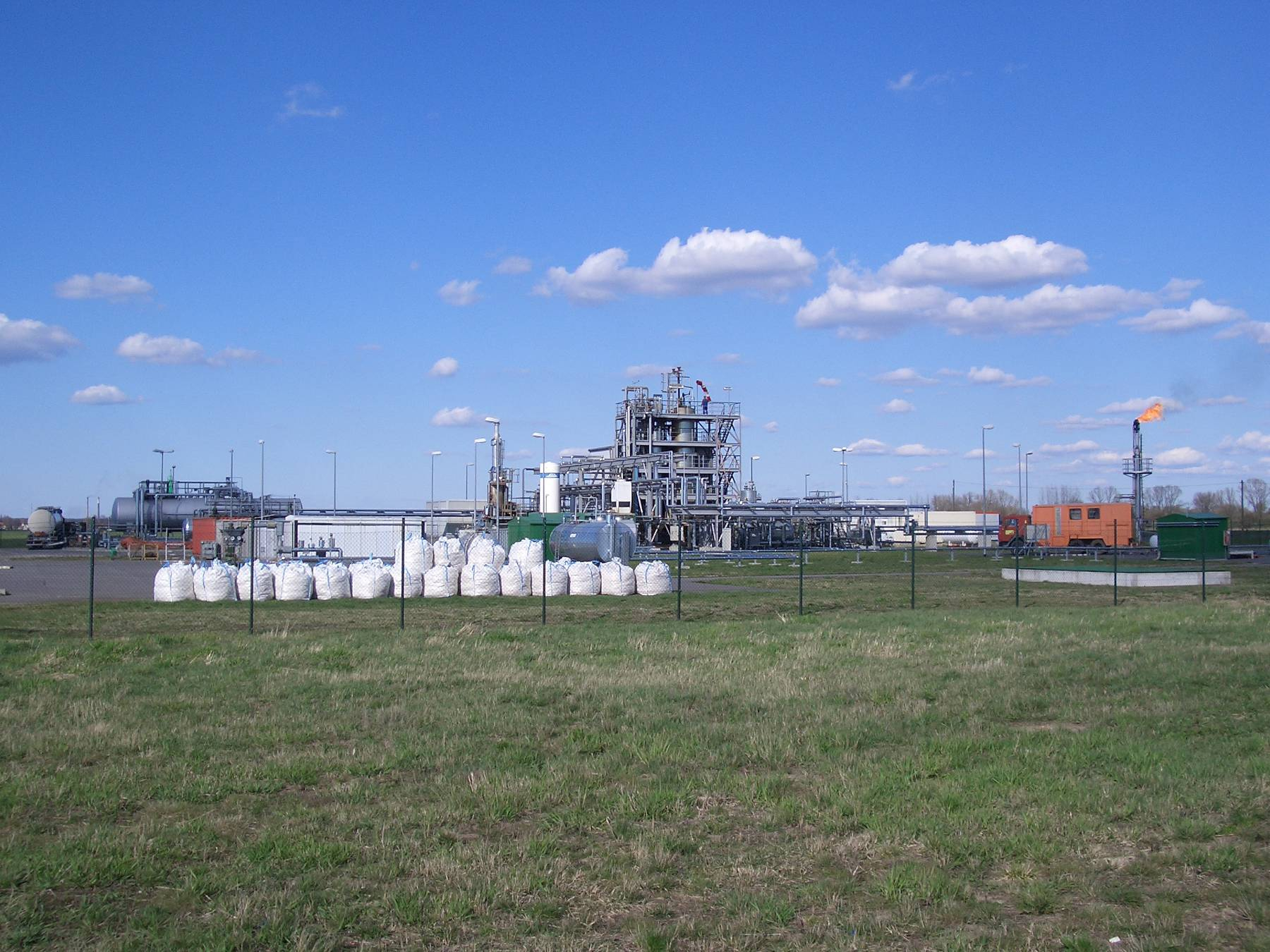
Erdgasförderung

Ortsvorsteher von Manschnow
- ab 05.2019 Raimar Wendland
- 2014 – 2019 Uwe Kunert
- 2006 – 2014 Werner Finger
- 1997 – 2006 Johannes Pich

### Wappen
| Wappen von Manschnow | Blasonierung: „In Blau zwei fliegende silberne Gänse über drei goldenen Getreideähren.“ |
| Wappen von Manschnow |                                                                                         |

### Flagge
„Die Flagge ist Blau - Weiß - Blau (1:2:1) gestreift und mittig in der oberen Hälfte mit dem Gemeindewappen belegt.“

## Wirtschaft
Bis 2007 befand sich auf Teilen des ehemaligen Guts die Versuchsstation Manschnow des Landesamtes für Verbraucherschutz, Landwirtschaft und Flurneuordnung Brandenburgs. Die für 45 Jahre bestehende Versuchsstation machte Sortenversuche für die Gemüseanbauer im Oderbruch. Der Gemeindeteil Herzershof (in Nachfolge des 1817 abgebrannten Amtsvorwerks (Lage nicht bekannt) aufgebaut) erhielt seinen Namen nach dem damaligen Erbpächter und Amtmann Herzer.
Die bislang einzige Erdölförderstätte in Brandenburg befindet sich bei Neu Manschnow. Der Betreiber GDF Suez fördert hier täglich rund 60 t Erdöl und 20.000 m³ Erdgas. Das Erdgas wird in einem Blockheizkraftwerk in Manschnow verarbeitet, während das Erdöl nach Schwedt/Oder in die PCK-Raffinerie zur Weiterverarbeitung per Lkw gefahren wird. Das Förderfeld arbeitet seit 2002 und bohrte auf eine Tiefe von 2.350 Meter. Die anfangs höheren Fördermengen sanken auf 9.910 t Öl und 4,7 Mio. m³ Gas im Jahr 2016 bzw. 5.419 t Öl und 2,6 Mio. m³ Gas im Jahr 2017.

## Verkehr
Durch das Gemeindegebiet verläuft in west-östlicher Richtung die Bundesstraße 1 und kreuzt sich mit der Bundesstraße 112 Richtung Frankfurt (Oder) in der Ortsmitte.
Bis zur Stilllegung der Bahnstrecke 1999 existierte ein Haltepunkt in Neu Manschnow auf der Bahnverbindung „Küstrin-Kietz nach Frankfurt (Oder)“.
Durch den Busverkehr Märkisch-Oderland ist der Ort mit Frankfurt (Oder) und der Kreisstadt Seelow täglich mehrmals verbunden.

## Kultur und Sehenswürdigkeiten

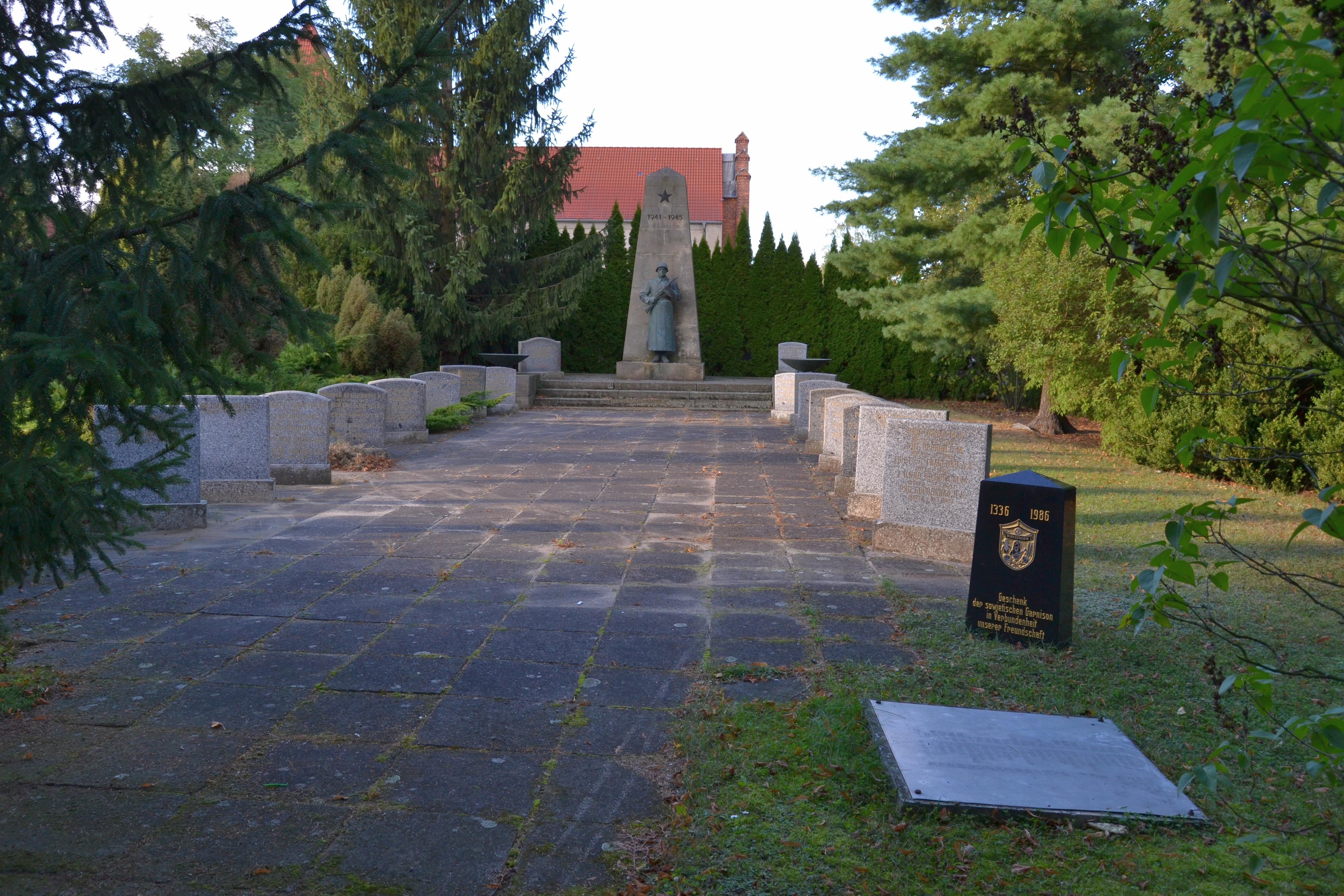
Sowjetisches Ehrenmal in Manschnow

In der Liste der Baudenkmale in Küstriner Vorland stehen die in der Denkmalliste des Landes Brandenburg eingetragenen Baudenkmale aller Ortsteile.

## Bauwerke
- Die ehemalige Getreidemühle an der Alten Oder liegt direkt an der Bundesstraße 1.